# Бодров, Алексей Павлович
Алексей Павлович Бодров (17 января 1927, Тарханово, Нижегородская губерния — 4 декабря 2013, Нижний Новгород) — токарь Горьковского производственного объединения «Гидромаш» Министерства авиационной промышленности СССР. Герой Социалистического Труда (29.03.1976).

## Биография
17 января 1927 году в селе Тарханово (ныне — в Гагинском районе Нижегородской области) в семье крестьянина родился Алексей Бодров. После смерти отца в 1935 году вся семья переехала на постоянное место жительство в город Горький.
В 1943 году поступил на работу на оборонный завод № 119 имени Г. М. Маленкова (ныне НОАО «Гидромаш»), начинал трудовой путь учеником токаря. За 50-летний стаж приобрёл огромный навык в токарном деле. Возглавлял бригаду токарей.
Указом от 29 марта 1976 года за успехи в работе в 9-й пятилетки Алексей Бодров был удостоен звания Герой Социалистического Труда с вручением Ордена Ленина и золотой медали «Серп и Молот».
Делегат XXVI съезда КПСС, лауреат Государственной премии СССР.
В 1992 году ушёл на заслуженный отдых.
Проживал в Нижнем Новгороде. Умер 4 декабря 2013 года. Похоронен на Румянцевском кладбище города.

## Награды
Имеет следующие награды, за трудовые успехи:
- Герой Социалистического Труда (29.03.1976);
- Орден Ленина (29.03.1976);
- Орден Ленина (26.04.1971);
- Орден Трудового Красного Знамени (22.07.1966).

За большой личный вклад в дело создания экономичных и производительных машин и механизмов удостоен Государственной премии СССР (1982).